# Vanneaugobius
 Vanneaugobius é um género de peixe da família Gobiidae e da ordem Perciformes.

## Espécies
- Vanneaugobius canariensis (Van Tassell, Miller & Brito, 1988)[3]
- Vanneaugobius dollfusi (Brownell, 1978)[4]
- Vanneaugobius pruvoti (Fage, 1907)[5][6][7][8][9][10][11][12]